# (4376) Shigemori
(4376) Shigemori ist ein Hauptgürtelasteroid, der am 20. März 1987 von Tsuneo Niijima und Takeshi Urata vom Observatorium in Ōta aus entdeckt wurde.
Der Asteroid wurde nach dem japanischen Militärkommandanten Taira no Shigemori (1138–1179) benannt.